# Brigada
Brigada (angleško in nemško Brigade) je stalna pehotna ali letalska vojaška formacija.
Brigada je sestavljena iz 3-6 bataljonov in ji poveljuje brigadir oz. brigadni general. Ima med 3.000 do 7.000 vojakov.
Slovenska vojska ima trenutno štiri dejavne brigade: 1. brigada Slovenske vojske, 72. brigada Slovenske vojske, Logistična brigada in 15. brigada vojaškega letalstva in zračne obrambe.